# IS-1 (Panzer)
Der IS-1 (von Iossif Stalin; deutsch Josef Stalin) war ein schwerer sowjetischer Panzer im Zweiten Weltkrieg.

## Geschichte
Das erste Modell der IS-Serie wurde aus der KW-Serie weiterentwickelt. Ein neuer schwerer Panzer sollte die Nachteile des Vorgängers vermeiden, eine stärkere Panzerung bei niedrigerem Gewicht und eine stärkere Hauptbewaffnung erhalten.

### KW-13
Ab Ende 1941 arbeitete das Sonderkonstruktionsbüro Nr. 2 im Tscheljabinsker Traktorenwerk an einer Weiterentwicklung des KW-1, dem mittleren Panzer KW-13 (Objekt 233). Der neue Panzer sollte die Mobilität des T-34 mit dem Schutzniveau des KW vereinen. Erste Prototypen wurden im März 1942 getestet, das Modell wurde aufgrund von Zuverlässigkeitsproblemen sowie des Zweimannturmes und ungenügenden Panzerschutzes nicht in die Serienproduktion überführt. Der KW-13 war mit der 76,2-mm-Kanone SiS-5 im Turm des KW-1 bewaffnet und hatte ein Stützrollenlaufwerk mit fünf Laufrollen pro Seite.

### KW-1S
Der unmittelbare Vorläufer des IS-1 war der KW-1S, der sich vom KW-1 durch einen kleineren, gegossenen Turm, ein verbessertes Getriebe und eine veränderte Wannenpanzerung unterschied, die – bei gleichem Schutzgrad – fünf Tonnen weniger wog. Vom KW-1S wurden von 1942 bis 1943 1230 Stück produziert. Er bildete die Grundlage für den KW-85.

## Entwicklung
Der IS-1 (Objekt 237) wurde ab Frühjahr 1942 vom SKB Nr. 2 unter der Leitung von Josef Jakowlewitsch Kotin in Tscheljabinsk als IS-85 entwickelt. In dem Panzer wurden verschiedene für den KW-13 entwickelte technische Lösungen umgesetzt. Aufgrund der Kritik am KW-13 und wegen des Auftauchens der Pz VI „Tiger“ wurde für den IS-85 ein geräumigerer Dreimannturm mit einer 85-mm-Kanone entwickelt und die ursprünglich verwendete Lösung aus dem KW-13 mit Zweimannturm und 76,2-mm-Kanone wieder verworfen. Als Hauptbewaffnung wurden die beiden 85-mm-Kanonen S-31 und D-5T miteinander verglichen. Die S-31 war eine Versuchskanone, die den 85-mm-Lauf mit dem Bodenstück der 76,2-mm-Kanone SiS-5 kombinierte. Die D-5T zeichnete sich durch ihr niedriges Gewicht und geringen Rückstoß aus. Beide Kanonen konnten nicht im Turm des KW-13 eingebaut werden. Der Dreimannturm wiederum erzwang die Verlängerung der Wanne um 420 mm, wodurch eine sechste Laufrolle notwendig wurde, so dass das Laufwerk wieder weitgehend dem der KW-Serienpanzer entsprach. Im Endeffekt stieg das Gewicht auf akzeptable 44 t an. Gegenüber dem KW-1S erhöhte sich der Bodendruck von 0,74 auf 0,78 kg/cm², Geschwindigkeit und Reichweite waren niedriger.

### KW-85
Gleichzeitig mit der Entwicklung des IS-85 wurden im Tscheljabinsker Traktorenwerk parallel zur Serienproduktion des KW-1S zwei Kampfwertsteigerungen für diesen entwickelt, um die Verzögerungen bei der Entwicklung des IS-85 bis zur Serienreife abzufedern – Objekt 238 mit einer Kanone S-31 im unmodifizierten Serienturm und Objekt 239 mit der D-5T im Turm des IS-85 (Objekt 237). Beide Prototypen hatten die Serienwanne des KW-1S.

### Vergleichstests
Objekt 238 und Objekt 239 wurden gemeinsam mit den beiden Prototypen des IS-85 im Juli 1943 Vergleichstests unterzogen. Im Ergebnis dieser Tests wurde Objekt 238 verworfen und Objekt 237 als IS-85 sowie Objekt 239 als KW-85 bezeichnet.
Am 2. August 1943 wurden weitere Tests mit dem IS-85 und dem KW-85 in Kubinka sowie Gorochowezki durchgeführt. Die Abnahmekommission empfahl beide Modelle für die Serienproduktion. Anschließend wurden die neuen Panzer am 8. August 1943 der sowjetischen Führung im Kreml vorgestellt.

## Produktion
Die Serienproduktion begann unmittelbar im Anschluss an die Erprobung. Bis zum Januar 1944 wurden 67 Stück gebaut. Die Produktion des Nachfolgemodells IS-122 begann im Dezember 1943; ab Februar 1944 wurde nur noch der IS-122 hergestellt. Ab März 1944 wurde der IS-85 offiziell als IS-1 und der IS-122 als IS-2 bezeichnet.
Restbestände an IS-1 wurden bereits im Werk auf den Turm des IS-2 mit der 122-mm-Kanone D-25T umgerüstet. Vom Schlachtfeld geborgene Fahrzeuge, die zur Fabrikinstandsetzung ins Werk kamen, wurden ebenfalls umgerüstet und als IS-2 wieder an die Truppe ausgeliefert.

## Konstruktion

### Wanne und Laufwerk
Der IS-1 hat eine geschossabweisend geformte Wanne aus gegossenem Panzerstahl. Die Wanne ragt zum Teil über die Laufrollen, was den Einbau des größeren Turms ermöglichte. Der Turm besteht ebenfalls aus gegossenem Panzerstahl. Der neue IS-Panzer war etwa 3,5 t leichter als der KW-1 und zeigte bessere Leistungen; die entscheidende Verbesserung betraf jedoch die Wanne, die bei geringerem Gewicht eine wesentlich stärkere Panzerung aufwies.
Der IS-1 hat ein Stützrollenlaufwerk mit Drehstabfederung. Als Federwegsbegrenzer dienen außen angebrachte Gummipuffer. Er besitzt sechs Laufrollen und drei Stützrollen auf jeder Fahrzeugseite. Die Leitrollen befinden sich am Bug, die Antriebsrollen am Heck des Fahrzeugs. Alle Rollen sind gegossen, Lauf- und Leitrollen sind identisch und austauschbar. Die Leitrollen führen und spannen in Verbindung mit dem Kettenspannexzenter die Gleisketten. Die Gleisketten haben je 86 Kettenglieder, von denen jedes zweite einen Führungsstollen besitzt. Die je zwei Zahnkränze der Antriebsrollen greifen in an den Seiten der Kettenglieder befindliche Fenster.

### Antrieb
Der IS erhielt den weiterentwickelten W-2-10-Dieselmotor (W-2-IS) mit 520 PS Leistung. Der Motor ist längs eingebaut und erhielt zusätzlich einen Schwungradanlasser, die Motoraufhängung wurde verbessert. Das Drehmoment wird über eine Mehrscheibentrockenkupplung auf das Vorgelege bzw. das Wechselgetriebe übertragen. Das Wechselgetriebe hat vier Vorwärts- und einen Rückwärtsgang; in Verbindung mit dem Vorgelege können so acht Übersetzungen genutzt werden. Die Gesamtuntersetzung beträgt 13:1. Die Lenkgetriebe sind als Planetengetriebe ausgeführt, wodurch gegenüber dem KW-1S 18 cm Wannenbreite gespart werden konnte.

### Bewaffnung
Die Hauptbewaffnung des IS-1 ist die 85-mm-Kanone D-5T85, eine Variante der 85-mm-Kanone D-5S der SU-85, für die 59 Granatpatronen mitgeführt wurden. Als Sekundärbewaffnung dienen drei Degtjarjow-MG DT im Kaliber 7,62 × 54 mm R. Ein MG ist rechts vom Fahrer starr in die Wanne eingebaut, und wird vom Fahrer elektrisch betätigt. Gerichtet wird mit dem gesamten Fahrzeug. Ein weiteres MG ist koaxial rechts von der Kanone im Turm eingebaut, es wird vom Richtschützen bedient. Das dritte MG dient der Selbstverteidigung und ist in einer Kugelblende links im Turmheck hinter dem Kommandantensitz eingebaut.

### Panzerung
Die Panzerung besteht einheitlich aus gegossenen Panzerstahlplatten und -formteilen unterschiedlicher Stärke. Die Durchdringungstiefe wird durch Neigung der Panzerplatten erhöht. Die am stärksten gepanzerten Stellen sind die Bugplatte mit 120 mm und die Turmstirnwand mit 100 mm Stärke. Die Panzerung neigte dazu, auch bei nicht-durchschlagenden Treffern auf der Rückseite zu zersplittern. Die Stahlsplitter verwundeten oder töteten oft die Besatzung.
Obwohl geschossabweisend geformt, hatte die Wanne eine Schwachstelle: die Stufe vor der Fahrerluke und die Luke selbst. Gegnerische Panzer- oder PaK-Besatzungen versuchten, vorzugsweise diese Stelle zu treffen, und viele IS-1 wurden durch Granateinschläge (7,5 cm oder 8,8 cm) in diesem Bereich außer Gefecht gesetzt. Dieses Problem wurde später beim IS-2, Modell 1944 (IS-2II) durch eine geänderte Bugplatte ohne Stufe und ohne Fahrerluke behoben.

### Beobachtungsgeräte
Das Hauptzielfernrohr des IS-1 ist das 10T-15 mit 2,5-facher Vergrößerung. Dazu kamen ein Rundblickzielfernrohr PT-4-15 und ein Zielfernrohr PU für das Heck-MG. Kommandant, Lade- und Richtschütze verfügten über je einen Winkelspiegel Nr. 4. Dem Kommandanten stand eine Kommandantenkuppel zur Verfügung.

### Funkausrüstung
Die IS-1 waren mit der Funkstation 10-RK-26 ausgestattet.

## Besatzung
Die Besatzung des IS-1 bestand aus vier Soldaten: Kommandant, Fahrer, Richt- und Ladeschütze. Der Fahrer saß zentral im Bug des Fahrzeuges, der Richtschütze vorn links, der Kommandant hinten links im Turm. Der Ladeschütze hatte seinen Platz rechts der Kanone im Turm.

## Technische Daten
- Bezeichnung: Josef Stalin IS-1
- Klassifizierung: schwerer Panzer
- Gewicht
  - Gefechtsgewicht: 44 t[8]
  - Bodendruck: 0,78 kg/cm²[8]
- Abmessungen
  - Länge über alles mit Rohr nach vorn: 8,56 m[8]
  - Länge der Wanne: 6,77 m[8]
  - Breite über alles: 3,07 m[8]
  - Höhe: 2,735 m[8]
  - Bodenfreiheit: 0,465 m[8]
  - Rohrüberstand bei Rohr nach vorn: 1,60 m[8]
- Antrieb
  - Motor
    - Typ: W-2-10 (W-2-IS)[8]
    - Bauart: 12-Zylinder-Viertakt-Dieselmotor (60°-V-Form), wassergekühlt
    - Hubraum: 38.880 cm³ (38,9 l)
    - Leistung: 520 PS bei 2000/min[8]
    - Einbaulage: Mittelmotor, längs

  - Getriebe
    - Typ: mechanisches Viergang-Wechselgetriebe
    - Anzahl Vorwärtsgänge: 4
    - Anzahl Rückwärtsgänge: 1
    - Vorgelege: 2
    - Antriebsart: Antrieb auf je ein hinteres Leitrad pro Seite
- Lenkung
  - Zweiradien-Planetenlenkgetriebe, Bedienung durch zwei Lenkhebel
  - Einbaulage: im Heck hinter dem Motor
  - Wendekreis: auf der Stelle
- Fahrwerk
  - Bauart: Stützrollenlaufwerk, sechs Stahl-Laufrollen, drei Stützrollen, Treibrad hinten, Leitrad vorne
  - Federung: Drehstabfederung mit querliegenden Drehstäben
  - Kettenbreite: 65 cm
  - Spurweite: 2,45 m
  - Kettenart: trocken
  - Kettenteilung: 86 Glieder
  - Kettenauflagefläche: 4,36 m
- Fahrleistungen
  - Höchstgeschwindigkeit Straße: 40 km/h[8]
  - Höchstgeschwindigkeit Gelände: 19 km/h
  - Leistungsgewicht: 11,8 PS/t[8]
  - Steigfähigkeit: 36°[8]
  - Kletterfähigkeit: 1,00 m
  - Watfähigkeit: 1,30 m[8]
  - Grabenüberschreitfähigkeit: 2,5 m
  - Kraftstoffverbrauch Straße: 280–330 l/100 km
  - Kraftstoffverbrauch Gelände: 330–450 l/100 km
  - Fahrbereich Straße: 150 km[8]
  - Fahrbereich Gelände: 120 km
  - Kraftstoffvorrat: 500 l + 360 l in externen abwerfbaren Behältern[8] (1 Behälter für 90 l Motoröl)
- Bewaffnung
  - Hauptgeschütz: 85-mm-Kanone L/51,6 D-5T85[8]
    - Mündungsgeschwindigkeit: 792 m/s
    - Rohrgewicht mit Verschluss und Mündungsbremse: 1500 kg
    - Rohrlänge mit Mündungsbremse: 4,386 m
    - Höhenrichtfeld: −4° bis + 23°

  - Nebenbewaffnung
    - 1 × MG 7,62 mm Degtjarjow DT koaxial im Turm[8]
    - 1 × MG 7,62 mm Degtjarjow DT im Turmheck[8]
    - 1 × MG 7,62 mm Degtjarjow DT im Wannenbug[8]

  - Zielmittel
    - Teleskopzielfernrohr 10T-15, Rundblickzielfernrohr PT-4-15[8]

  - Munition
    - Kanone: 59 Schuss[8] (40 Panzergranaten + 19 Sprenggranaten), im Turm gelagert
    - MGs: 2520 Schuss[8]
- Besatzung: 4 Mann[8]
- Turmantrieb: hydraulisch
- Panzerung
  - Wanne
    - Bug 100 mm / 60°
    - Schrägfläche zwischen Bug und Fahrerfront: 60 mm / 18°
    - Fahrerfront 120 mm / 60°
    - Seite oben 90 mm / 75°
    - Seite unten 90 mm / 90°
    - Heck oben 60 mm / 41°
    - Heck unten 60 mm / 49°
    - Decke 30 mm / 0°
    - Boden vorne 30 mm / 0°
    - Boden hinten 20 mm / 0°

  - Turm
    - Blende 100 mm / rund
    - Front 100 mm / rund
    - Seite 100 mm / 72°
    - Heck 100 mm / 60°
    - Decke 30 mm / 0–5°
- Hersteller: Fabrik Nr. 100 in Tscheljabinsk (TschTS, Kirowwerk oder Tankograd)
- Stückzahl: 67

## Einsatz
Der IS-1 sollte bei allen sowjetischen „schweren Durchbruchs-Panzereinheiten“ die KW-Panzer ersetzen. Diese neugebildeten Einheiten wurden als „Garde-Panzereinheiten“ bezeichnet, um ihren Stellenwert zu betonen. Die ersten Einsätze erfolgten Anfang 1944 bei Offensiven in der Ukraine, dabei war der IS-1 vor allem gegen Panther und Tiger nicht allzu erfolgreich. Zahlreiche operative und taktische Fehler beim Einsatz ließen den neuen Panzer nicht alle Trümpfe ausspielen und begünstigten die bereits in der Defensive kämpfende deutsche Wehrmacht, der es relativ einfach gelang, viele der neuen Panzer abzuschießen.
Schon einer der ersten Einsätze des IS-1 (mit 21 Panzern) am 15. Februar 1944 beim Dorf Lisjanka war ein Misserfolg, da sämtliche beteiligten sowjetischen Panzer inklusive der IS-1 von Panthern und im Dorf getarnten Sturmgeschützen abgeschossen wurden. Dabei erhielten die Panzer durchschnittlich sieben Treffer. Erst am nächsten Tag gelang es, das Dorf einzunehmen, nachdem den deutschen Panzern der Treibstoff ausgegangen war.
Bei verschiedenen Gelegenheiten wurden am 8. März 1944 zuerst zwei, später weitere IS-1 von 7,5-cm-PaK 40 zerstört. Insgesamt wurde im Jahre 1944 vielen IS-1 die PaK 40 zum Verhängnis.
Bei einem Einsatz am 15. März 1944 bei Uman wurden fünf IS-1 von 8,8-cm-Flugabwehrkanonen zerstört, drei Panzer fielen wegen technischer Probleme aus. Dabei ereignete sich eine seltene Begebenheit: Die untere Bugpanzerung wurde durch einen Schuss aus einer Schweren Panzerbüchse 41 durchschlagen.
Das erste bestätigte Zusammentreffen mit dem Tiger (schwere Panzer-Abteilung 503) ereignete sich am 4. März 1944 bei Staro-Konstantinow, dabei wurde ein IS-1 aus einer Entfernung von 1500 bis 1800 m abgeschossen, weitere zerstört und andere schwer beschädigt. Den IS-1 gelang es, einen Tiger am Laufwerk schwer zu beschädigen. Ein weiteres Gefecht mit einem Tiger am 16. März 1944 endete ähnlich, zwei IS-1 wurden zerstört und brannten mit Besatzung aus, die weiteren wurden schwer beschädigt bzw. bewegungsunfähig geschossen.